# Lista över ledamöter av Franska akademien
Detta är en lista över ledamöter av Franska akademien.

## Stol 1
1. Pierre Séguier, 1635–1643, politiker och domare
2. Claude Bazin de Bezons, 1643–1684, domare
3. Nicolas Boileau-Despréaux, 1684–1711, poet
4. Jean d'Estrées, 1711–1718, präst och politiker
5. Marc-René d'Argenson, 1718–1721, politiker
6. Jean-Joseph Languet de Gergy, 1721–1753, präst
7. Georges-Louis Leclerc de Buffon, 1753–1788, essäist
8. Félix Vicq-d'Azyr, 1788–1794, läkare
9. François-Urbain Domergue, 1803–1810, språkvetare
10. Ange-François Fariau de Saint-Ange, 1810, poet och översättare
11. François-Auguste Parseval-Grandmaison, 1811–1834, poet
12. Narcisse-Achille de Salvandy, 1835–1856, politiker och historiker
13. Émile Augier, 1857–1889, poet och dramatiker
14. Charles de Freycinet, 1890–1923, politiker och fysiker
15. Émile Picard, 1924–1941, matematiker
16. Louis de Broglie, 1944–1987, fysiker och matematiker
17. Michel Debré, 1988–1996, politiker
18. François Furet, 1997, historiker
19. René Rémond, 1998–2007, historiker
20. Claude Dagens, invald 2008, biskop

## Stol 2
1. Valentin Conrart, 1634–1675, poet och språkvetare
2. Toussaint Rose, 1675–1701, talare
3. Louis de Sacy, 1701–1727, domare
4. Charles de Secondat de Montesquieu, 1728–1755, domare och filosof
5. Jean-Baptiste Vivien de Châteaubrun, 1755–1775, poet och dramatiker
6. François-Jean de Chastellux, 1775–1788, musiker
7. Aimar-Charles-Marie de Nicolaï, 1788–1794, domare
8. François de Neufchâteau, 1803–1828, politiker och filolog
9. Pierre-Antoine Lebrun, 1828–1873, politiker och poet
10. Alexandre Dumas den yngre, 1874–1895, dramatiker och författare
11. André Theuriet, 1896–1907, författare och poet
12. Jean Richepin, 1908–1926, poet och författare
13. Émile Mâle, 1927–1954, konsthistoriker
14. François Albert-Buisson, 1955–1961, domare och politiker
15. Marc Boegner, 1962–1970, präst och teolog
16. René de La Croix de Castries, 1972–1986, historiker
17. André Frossard, 1987–1995, essäist och journalist
18. Hector Bianciotti, 1996–2012, författare
19. Dany Laferrière, 2013-, författare

## Stol 3
1. Jacques de Serisay, 1634–1653, poet
2. Paul-Philippe de Chaumont, 1654–1697, präst
3. Louis Cousin, 1697–1707, historiker och journalist
4. Jacques-Louis de Valon de Mimeure, 1707–1719, poet och översättare
5. Nicolas Gédoyn, 1719–1744, präst
6. François-Joachim de Pierre de Bernis, 1744–1794, präst
7. Roch-Ambroise Cucurron Sicard, 1803–1822, präst och språkvetare
8. Denis-Luc Frayssinous, 1822–1841, präst
9. Étienne-Denis Pasquier, 1842–1862, politiker
10. Jules Armand Dufaure, 1863–1881, politiker och domare
11. Victor Cherbuliez, 1881–1899, författare och dramatiker
12. Émile Faguet, 1900–1916, litteraturkritiker och historiker
13. Georges Clemenceau, 1918–1929, politiker och  medicine doktor
14. André Chaumeix, 1930–1955, journalist och kritiker
15. Jérôme Carcopino, 1955–1970, historiker och arkeolog
16. Roger Caillois, 1971–1978, essäist och sociolog
17. Marguerite Yourcenar, 1980–1987, författare och essäist
18. Jean-Denis Bredin, 1989–2021, domare och essäist

## Stol 4
1. Jean Desmarets, 1634–1676, poet och författare
2. Jean-Jacques de Mesmes, 1676–1688, domare
3. Jean Testu de Mauroy, 1688–1706, präst
4. Camille le Tellier de Louvois, 1706–1718, präst
5. Jean Baptiste Massillon, 1718–1742, präst
6. Louis Jules Mancini Mazarini de Nivernais, 1742–1798, politiker och poet
7. Gabriel-Marie Legouvé, 1803–1812, poet
8. Alexandre-Vincent Pineux Duval, 1812–1842, poet och dramatiker
9. Pierre-Simon Ballanche, 1842–1847, filosof
10. Jean Vatout, 1848, poet
11. Alexis de Saint-Priest, 1849–1851, politiker och historiker
12. Pierre-Antoine Berryer, 1852–1868, advokat och politiker
13. François-Joseph de Champagny, 1869–1882, historiker
14. Charles de Mazade, 1882–1893, poet och kritiker
15. José-Maria de Heredia, 1894–1905, poet
16. Maurice Barrès, 1906–1923, författare och politiker
17. Louis Bertrand, 1925–1941, författare och historiker
18. Jean Tharaud, 1946–1952, författare
19. Alphonse Juin, 1952–1967, militär
20. Pierre Emmanuel, 1968–1984, poet
21. Jean Hamburger, 1985–1992, doktor och essäist
22. Albert Decourtray, 1993–1994, präst
23. Jean-Marie Lustiger, 1995–2007, präst
24. Jean-Luc Marion, invald 2008, filosof

## Stol 5
1. Jean Ogier de Gombauld, 1634–1666, poet och dramatiker
2. Paul Tallemant, 1666–1712, präst
3. Antoine Danchet, 1712–1748, dramatiker och poet
4. Jean-Baptiste-Louis Gresset, 1748–1777, dramatiker
5. Claude-François-Xavier Millot, 1777–1785, präst
6. André Morellet, 1785–1819, präst
7. Pierre-Édouard Lémontey, 1819–1826, politiker och domare
8. Joseph Fourier, 1826–1830, matematiker och fysiker
9. Victor Cousin, 1830–1867, politiker och filosof
10. Jules Favre, 1867–1880, politiker och domare
11. Edmond Rousse, 1880–1906, domare
12. Pierre de Ségur, 1907–1916, historiker
13. Robert de Flers, 1920–1927, dramatiker och journalist
14. Louis Madelin, 1927–1956, historiker
15. Robert Kemp, 1956–1959, kritiker
16. René Huyghe, 1960–1997, konsthistoriker och essäist
17. Georges Vedel, 1998–2002, domare
18. Assia Djebar, 2005–2015, författare
19. Andreï Makine, invald 2016, författare

## Stol 6
1. François le Métel de Boisrobert, 1634–1662, präst och poet
2. Jean Regnault de Segrais, 1662–1701, poet och författare
3. Jean Galbert de Campistron, 1701–1723, dramatiker
4. Philippe Néricault Destouches, 1723–1754, dramatiker och diplomat
5. Louis de Boissy, 1754–1758, poet
6. Jean-Baptiste de La Curne de Sainte-Palaye, 1758–1781, arkeolog
7. Sébastien-Roch-Nicolas (Chamfort), 1781–1794, dramatiker och förläggare
8. Pierre Louis Roederer, 1803–1815,[1] politiker och domare
9. Pierre Marc Gaston de Lévis, 1816–1830, politiker
10. Philippe Paul de Ségur, 1830–1873, diplomat och historiker
11. Louis de Viel-Castel, 1873–1887, diplomat
12. Edmond Jurien de La Gravière, 1888–1892, amiral
13. Ernest Lavisse, 1892–1922, historiker
14. Georges de Porto-Riche, 1923–1930, dramatiker och poet
15. Pierre Benoît, 1931–1962, författare
16. Jean Paulhan, 1963–1968, literary och konstkritiker
17. Eugène Ionesco, 1970–1994, dramatiker
18. Marc Fumaroli, 1995–2020, historiker och essäist
19. Christian Jambet, 2024– , filosof

## Stol 7
1. Jean Chapelain, 1634–1674, kunglig rådgivare
2. Isaac de Benserade, 1674–1691, poet och dramatiker
3. Étienne Pavillon, 1691–1705, domare och poet
4. Fabio Brulart de Sillery, 1705–1714, präst och poet
5. Henri-Jacques de Caumont de La Force, 1715–1726, ekonom
6. Jean-Baptiste de Mirabaud, 1726–1760, översättare
7. Claude-Henri Watelet, 1760–1786, konstnär
8. Michel-Jean Sedaine, 1786–1793, poet och dramatiker
9. Jean-François Collin d'Harleville, 1803–1806, dramatiker och poet
10. Pierre Daru, 1806–1829, politiker och historiker
11. Alphonse de Lamartine, 1829–1869, politiker och poet
12. Émile Ollivier, 1870–1913, politiker och domare
13. Henri Bergson, 1914–1941, filosof
14. Édouard Le Roy, 1945–1954, filosof och matematiker
15. Henri Petiot (Daniel-Rops), 1955–1965, poet och författare
16. Pierre-Henri Simon, 1966–1972, litteraturhistoriker och författare
17. André Roussin, 1973–1987, dramatiker
18. Jacqueline de Romilly, 1988–2010, filolog och essäist
19. Jules Hoffmann, invald 2012, biolog

## Stol 8
1. Claude de Malleville, 1634–1647, poet
2. Jean Ballesdens, 1648–1675, domare
3. Géraud de Cordemoy, 1675–1684, filosof och historiker
4. Jean-Louis Bergeret, 1684–1694, domare
5. Charles-Irénée Castel de Saint-Pierre, 1694–1743, präst
6. Pierre Louis Maupertuis, 1743–1759, astronom
7. Jean-Jacques Lefranc de Pompignan, 1759–1784, domare och ekonom
8. Jean-Sifrein Maury, 1784–1793, präst och politiker
9. Michel-Louis-Étienne Regnaud de Saint-Jean d'Angély, 1803–1814, politiker och domare
10. Pierre-Simon Laplace, 1816–1827, politiker och matematiker
11. Pierre Paul Royer-Collard, 1827–1845, politiker
12. Charles de Rémusat, 1846–1875, politiker och filosof
13. Jules Simon, 1875–1896, politiker och filosof
14. Adrien Albert Marie de Mun, 1897–1914, politiker och militär
15. Alfred-Henri-Marie Baudrillart, 1918–1942, präst och historiker
16. Octave Aubry, 1946–1946, historiker och ämbetsman
17. Édouard Herriot, 1946–1957, politiker och litteraturhistoriker
18. Jean Rostand, 1959–1977, biolog och filosof
19. Michel Déon, 1978–2016, författare
20. Daniel Rondeau, invald 2019

## Stol 9
1. Nicolas Faret, 1634–1646, poet
2. Pierre du Ryer, 1646–1658, dramatiker
3. César d'Estrées, 1658–1714, präst och politiker
4. Victor-Marie d'Estrées, 1715–1737, politiker och militär
5. Charles Armand René de La Trémoille, 1738–1741, aristokrat
6. Armand de Rohan-Soubise, 1741–1756, präst
7. Antoine de Montazet, 1756–1788, präst
8. Stanislas de Boufflers, 1788–1815, poet
9. Pierre-Marie-François Baour-Lormian, 1815–1854, poet och dramatiker
10. François Ponsard, 1855–1867, dramatiker
11. Joseph Autran, 1868–1877, poet
12. Victorien Sardou, 1877–1908, dramatiker
13. Marcel Prévost, 1909–1941, författare
14. Émile Henriot, 1945–1961, författare och litteraturkritiker
15. Jean Guéhenno, 1962–1978, essäist
16. Alain Decaux, 1979–2016, historiker
17. Patrick Grainville, invald 2018, författare

## Stol 10
1. Antoine Godeau, 1634–1672, präst och poet
2. Esprit Fléchier, 1672–1710, präst
3. Henri de Nesmond, 1710–1727, präst
4. Jean-Jacques Amelot de Chaillou, 1727–1749, politiker
5. Charles Louis Auguste Fouquet, duc de Belle-Isle, 1749–1761, politiker och militär
6. Nicolas-Charles-Joseph Trublet, 1761–1770, präst
7. Jean François de Saint-Lambert, 1770–1793, poet och filosof
8. Hugues-Bernard Maret, duc de Bassano, 1803–1815, politiker och diplomat
9. Joseph Lainé, 1816–1835, politiker och domare
10. Emmanuel Dupaty, 1836–1851, poet och dramatiker
11. Alfred de Musset, 1852–1857, dramatiker och poet
12. Victor de Laprade, 1858–1883, poet
13. François Coppée, 1884–1908, poet och författare
14. Jean Aicard, 1909–1921, poet och författare
15. Camille Jullian, 1924–1933, historiker och filolog
16. Léon Bérard, 1934–1960, politiker och domare
17. Jean Guitton, 1961–1999, teolog och filosof
18. Florence Delay, invald 2000, författare och dramatiker

## Stol 11
1. Philippe Habert, 1634–1638, poet
2. Jacques Esprit, 1639–1678, politiker
3. Jacques-Nicolas Colbert, 1678–1707, präst
4. Claude-François Fraguier, 1707–1728, präst
5. Charles d'Orléans de Rothelin, 1728–1744, präst
6. Gabriel Girard, 1744–1748, präst
7. Marc-Antoine-René de Voyer d'Argenson de Paulmy, 1748–1787, politiker
8. Henri-Cardin-Jean-Baptiste d'Aguesseau, 1787–1826, politiker
9. Charles Brifaut, 1826–1857, poet och dramatiker
10. Jules Sandeau, 1858–1883, författare och dramatiker
11. Edmond François Valentin About, 1884–1885, författare och dramatiker
12. Léon Say, 1886–1896, politiker och ekonom
13. Albert Vandal, 1896–1910, historiker
14. Denys Cochin, 1911–1922, politiker
15. Georges Goyau, 1922–1939, historiker
16. Paul Hazard, 1940–1944, historiker och filosof
17. Maurice Garçon, 1946–1967, domare, författare och historiker
18. Paul Morand, 1968–1976, diplomat, författare, dramatiker och poet
19. Alain Peyrefitte, 1977–1999, forskare och politiker
20. Gabriel de Broglie, 2001–2025, historiker

## Stol 12
1. Germain Habert, 1634–1654, präst
2. Charles Cotin, 1655–1681, präst
3. Louis de Courcillon, 1682–1723, präst och politiker
4. Charles Jean-Baptiste Fleuriau, 1723–1732, politiker
5. Jean Terrasson, 1732–1750, präst och filosof
6. Claude de Thiard de Bissy, 1750–1810, militär
7. Joseph-Alphonse Esménard, 1810–1811, politiker
8. Jean Charles Dominique de Lacretelle, 1811–1855, historiker
9. Jean-Baptiste Biot, 1856–1862, vetenskapsman och matematiker
10. Louis de Carné, 1863–1876, historiker och politiker
11. Charles Blanc, 1876–1882, konstkritiker
12. Édouard Pailleron, 1882–1899, poet och dramatiker
13. Paul Hervieu, 1900–1915, författare och dramatiker
14. François, Vicomte de Curel, 1918–1928, dramatiker
15. Charles Le Goffic, 1930–1932, författare och historiker
16. Abel Bonnard, 1932–1945, poet, författare och politiker; utesluten för sitt samarbete med Vichyregeringen
17. Jules Romains, 1946–1972, författare, dramatiker och poet
18. Jean d'Ormesson, 1973–2017, författare
19. Chantal Thomas, invald 2021, författare och historiker

## Stol 13
1. Claude Gaspard Bachet de Méziriac, 1634–1638, språkvetare och matematiker
2. François de La Mothe Le Vayer, 1639–1672, kritiker, språkvetare och filosof
3. Jean Racine, 1672–1699, dramatiker, matematiker och fysiker
4. Jean-Baptiste-Henri de Valincour, 1699–1730, historiograf och amiral
5. Jean-François Leriget de La Faye, 1730–1731, politiker
6. Prosper Jolyot de Crébillon, 1731–1762, dramatiker
7. Claude-Henri de Fusée de Voisenon, 1762–1775, präst, dramatiker och poet
8. Jean de Dieu-Raymond de Cucé de Boisgelin, 1776–1804, präst
9. Jean-Baptiste Dureau de la Malle, 1804–1807, översättare
10. Louis-Benoît Picard, 1807–1828, poet, författare och dramatiker
11. Antoine-Vincent Arnault, 1829–1834, poet, fabeldiktare och dramatiker
12. Eugène Scribe, 1834–1861, dramatiker
13. Octave Feuillet, 1862–1890, författare och dramatiker
14. Pierre Loti, 1891–1923, författare och militär
15. Paul-Albert Besnard, 1924–1934, målare och gravör
16. Louis Gillet, 1935–1943, konst- och litteraturhistoriker
17. Paul Claudel, 1946–1955, poet, dramatiker, författare och diplomat
18. Wladimir d'Ormesson, 1956–1973, politiker, krönikör och författare
19. Maurice Schumann, 1974–1998, politiker, essäist, journalist, författare och historiker
20. Pierre Messmer, 1999–2007, militär och politiker
21. Simone Veil, 2008–2017, domare och politiker
22. Maurizio Serra, invald 2020, författare och diplomat

## Stol 14
1. François Maynard, 1634–1646, domare och poet
2. Pierre Corneille, 1647–1684, dramatiker och domare
3. Thomas Corneille, 1684–1709, dramatiker
4. Antoine Houdar de la Motte, 1710–1731, dramatiker
5. Michel-Celse-Roger de Bussy-Rabutin, 1732–1736, präst
6. Étienne Lauréault de Foncemagne, 1736–1779, präst
7. Michel Paul Guy de Chabanon, 1779–1792, dramatiker
8. Jacques-André Naigeon, 1803–1810, encyklopedist
9. Népomucène Lemercier, 1810–1840, poet och dramatiker
10. Victor Hugo, 1841–1885, poet, dramatiker och författare
11. Leconte de Lisle, 1886–1894, poet och dramatiker
12. Henry Houssaye, 1894–1911, historiker och författare
13. Hubert Lyautey, 1912–1934, militär
14. Louis Franchet d'Espèrey, 1934–1942, politiker och militär
15. Robert d'Harcourt, 1946–1965, litteraturhistoriker och essäist
16. Jean Mistler, 1966–1988, författare, essäist, litteraturhistoriker, musikkritiker och politiker
17. Hélène Carrère d'Encausse, 1990–2023, historiker

## Stol 15
1. Guillaume Bautru, 1634–1665, politiker
2. Jacques Testu de Belval, 1665–1706, präst och poet
3. François-Joseph de Beaupoil de Sainte-Aulaire, 1706–1742, militär och poet
4. Jean-Jacques d'Ortous de Mairan, 1743–1771, fysiker och matematiker
5. François Arnaud, 1771–1784, präst
6. Gui-Jean-Baptiste Target, 1785–1806, domare
7. Jean-Sifrein Maury, 1806-utesluten 1816, präst och politiker
8. François-Xavier-Marc-Antoine de Montesquiou-Fézensac, 1816–1832, präst och politiker
9. Antoine Jay, 1832–1854, politiker
10. Ustazade Silvestre de Sacy, 1854–1879, litteraturkritiker
11. Eugène Marin Labiche, 1880–1888, dramatiker och författare
12. Henri Meilhac, 1888–1897, dramatiker
13. Henri Lavedan, 1898–1940, dramatiker och författare
14. Ernest Seillière, 1946–1955, litteratur- och idéhistoriker, essäist
15. André Chamson, 1956–1983, författare, essäist och historiker
16. Fernand Braudel, 1984–1985, historiker
17. Jacques Laurent, 1986–2000, författare, essäist och journalist
18. Frédéric Vitoux, invald 2001, författare och journalist

## Stol 16
1. Jean Sirmond, 1634–1649, historiograf
2. Jean de Montereul, 1649–1651, präst
3. François Tallemant, 1651–1693, präst
4. Simon de la Loubère, 1693–1729, diplomat och poet
5. Claude Sallier, 1729–1761, präst och filolog
6. Jean-Gilles du Coëtlosquet, 1761–1784, präst
7. Anne-Pierre, marquis de Montesquiou-Fézensac, 1784–1793, politiker
8. Antoine-Vincent Arnault, 1803, utesluten 1816, åter invald 1829 på stol 13, poet, fabeldiktare och dramatiker
9. Armand-Emmanuel de Vignerot du Plessis, duc de Richelieu, 1816–1822, politiker
10. Bon-Joseph Dacier, 1822–1833, filolog
11. Pierre François Tissot, 1833–1854, poet och historiker
12. Félix Dupanloup, 1854–1878, präst
13. Gaston Audiffret-Pasquier, 1878–1905, politiker
14. Alexandre Ribot, 1906–1923, politiker, domare, domare och jurist
15. Henri-Robert, 1923–1936, domare och historiker
16. Charles Maurras, 1938, ej utesluten men stolen deklarerades 1945 som ledig på grund av samarbete med Vichyregeringen, journalist, politiker, essäist och poet
17. Antoine de Lévis Mirepoix, 1953–1981, författare, historiker och essäist
18. Léopold Sédar Senghor, 1983–2001, politiker, poet och essäist, Senegals president 1960–1980
19. Valéry Giscard d'Estaing, 2003–2020, tidigare Frankrikes president
20. Raphaël Gaillard, 2024– , psykiater och lärare

## Stol 17
1. François de Cauvigny de Colomby, 1634–1649, poet
2. François Tristan l'Hermite, 1649–1655, dramatiker och poet
3. Hippolyte-Jules Pilet de La Mesnardière, 1655–1663, kritiker, poet och historiker
4. François de Beauvilliers, duc de Saint-Aignan, 1663–1687, militär
5. François-Timoléon de Choisy, 1687–1724, präst
6. Antoine Portail, 1724–1736, politiker
7. Pierre-Claude Nivelle de La Chaussée, 1736–1754, dramatiker
8. Jean-Pierre de Bougainville, 1754–1763, historiker
9. Jean-François Marmontel, 1763–1793, filosof och essäist
10. Louis-Marcelin de Fontanes, 1803–1821, politiker, poet och journalist
11. Abel-François Villemain, 1821–1870, politiker och litteraturkritiker
12. Émile Littré, 1871–1881, filolog och filosof
13. Louis Pasteur, 1881–1895, kemist
14. Gaston Paris, 1896–1903, filolog och litteraturhistoriker
15. Frédéric Masson, 1903–1923, historiker
16. Georges Lecomte, 1924–1958, författare, essäist, konstkritiker och historiker
17. Jean Delay, 1959–1987, psykiater, essäist och författare
18. Jacques Cousteau, 1988–1997, oceanograf, filmskapare och essäist
19. Érik Orsenna, invald 1998, politiker och författare

## Stol 18
1. Jean Baudoin, 1634–1650, översättare
2. François Charpentier, 1650–1702, författare
3. Jean-François de Chamillart, 1702–1714, präst
4. Claude Louis Hector de Villars, 1714–1734, politiker och militär
5. Honoré Armand de Villars, 1734–1770, politiker
6. Étienne Charles de Loménie de Brienne, 1770–1794, präst, politiker och filosof
7. Jean-Gérard Lacuée de Cessac, 1803–1841, politiker
8. Alexis de Tocqueville, 1841–1859, politiker
9. Jean-Baptiste Henri Lacordaire, 1860–1861, präst
10. Albert de Broglie, 1862–1901, politiker, diplomat och historiker
11. Charles-Jean-Melchior de Vogüé, 1901–1916, arkeolog och historiker
12. Ferdinand Foch, 1918–1929, militär
13. Philippe Pétain, 1929–1945, militär (utesluten från akademien efter rättegång, stolen ledig 1945-1952)
14. André François-Poncet, 1952–1978, politiker och diplomat
15. Edgar Faure, 1978–1988, politiker och historiker
16. Michel Serres, 1990–2019, filosof
17. Mario Vargas Llosa, 2021–2025, författare, journalist och politiker

## Stol 19
1. François de Porchères d'Arbaud, 1634–1640, poet
2. Olivier Patru, 1640–1681, domare
3. Nicolas Potier de Novion, 1681–1693, domare
4. Philippe Goibaud-Dubois, 1693–1694, översättare
5. Charles Boileau, 1694–1704, präst
6. Gaspard Abeille, 1704–1718, präst
7. Nicolas-Hubert de Mongault, 1718–1746, präst
8. Charles Pinot Duclos, 1746–1772, språkvetare och historiker
9. Nicolas Beauzée, 1772–1789, språkvetare
10. Jean-Jacques Barthélemy, 1789–1795, präst
11. Joseph Chénier, 1803–1811, poet och dramatiker
12. François-René de Chateaubriand, 1811–1848, politiker, poet och författare
13. Paul de Noailles, 1849–1885, historiker
14. Édouard Hervé, 1886–1899, politiker
15. Paul Deschanel, 1899–1922, politiker
16. Auguste Jonnart, 1923–1927, politiker, senior ämbetsman och diplomat
17. Maurice Paléologue, 1928–1944, diplomat och historiker
18. Charles de Chambrun, 1946–1952, diplomat
19. Fernand Gregh, 1953–1960, poet, litteraturkritiker och historiker
20. René Clair, 1960–1981, filmskapare och författare
21. Pierre Moinot, 1982–2007, senior ämbetsman och författare
22. Jean-Loup Dabadie, 2008–2020, journalist, lyriker och manusförfattare
23. Sylviane Agacinski, 2023–, filosof

## Stol 20
1. Paul Hay du Chastelet, 1634–1636, domare
2. Nicolas Perrot d'Ablancourt, 1637–1664, översättare
3. Roger de Rabutin de Bussy, 1665–1693, författare
4. Jean-Paul Bignon, 1693–1743, präst
5. Armand-Jérôme Bignon, 1743–1772, politiker
6. Louis-Georges de Bréquigny, 1772–1795, historiker
7. Ponce Denis Écouchard Lebrun, 1803–1807, poet
8. François Just Marie Raynouard, 1807–1836, domare, poet och dramatiker
9. François Mignet, 1836–1884, historiker
10. Victor Duruy, 1884–1894, politiker och historiker
11. Jules Lemaître, 1895–1914, dramatiker och kritiker
12. Henry Bordeaux, 1919–1963, domare och författare
13. Thierry Maulnier, 1964–1988, journalist och dramatiker
14. José Cabanis, 1990–2000, domare och författare
15. Angelo Rinaldi, invald 2001–2025, författare

## Stol 21
1. Marin le Roy de Gomberville, 1634–1674, författare
2. Pierre Daniel Huet, 1674–1721, präst
3. Jean Boivin, 1721–1726, professor
4. Paul-Hippolyte de Beauvilliers, duc de Saint-Aignan, 1726–1776, politiker
5. Charles-Pierre Colardeau, 1776, poet och dramatiker
6. Jean-François de La Harpe, 1776–1793, poet, dramatiker och kritiker
7. Pierre Louis de Lacretelle, 1803–1824, domare
8. Joseph Droz, 1824–1850, filosof och historiker
9. Charles Forbes René de Montalembert, 1851–1870, filosof
10. Henri d'Orléans, duc d'Aumale, 1871–1897, militär, politiker och historiker
11. Jean-Baptiste Claude Eugène Guillaume, 1898–1905, skulptör
12. Étienne Lamy, 1905–1919, essäist, politiker och domare
13. André Chevrillon, 1920–1957, essäist och litteraturhistoriker och kritiker
14. Marcel Achard, 1959–1974, dramatiker och journalist
15. Félicien Marceau, 1975–2012, dramatiker, författare och essäist
16. Alain Finkielkraut, 2014– , essäist och professor i idéhistoria

## Stol 22
1. Antoine Girard de Saint-Amant, 1634–1661, poet
2. Jacques Cassagne, 1662–1679, präst och poet
3. Louis de Verjus, 1679–1709, politiker
4. Jean-Antoine de Mesmes, 1710–1723, domare
5. Pierre-Joseph Alary, 1723–1770, präst
6. Gabriel-Henri Gaillard, 1771–1806, präst, historiker, språkvetare och journalist
7. Louis Philippe de Ségur, 1806–1830, diplomat, historiker, poet och dramatiker
8. Jean-Pons-Guillaume Viennet, 1830–1868, politiker, poet och dramatiker
9. Joseph d'Haussonville, 1869–1884, politiker och diplomat
10. Ludovic Halévy, 1884–1908, dramatiker, librettist och författare
11. Eugène Brieux, 1909–1932, dramatiker
12. François Mauriac, 1933–1970, författare, essäist och litteraturkritiker
13. Julien Green, 1971–1998, författare och dramatiker
14. René de Obaldia, 1999–2022, dramatiker och poet

## Stol 23
1. Guillaume Colletet, 1634–1659, domare och dramatiker
2. Gilles Boileau, 1659–1669, poet
3. Jean de Montigny, 1670–1671, präst och poet
4. Charles Perrault, 1671–1703, poet
5. Armand Gaston Maximilien de Rohan, 1703–1749, präst och politiker
6. Louis-Gui de Guérapin de Vauréal, 1749–1760, präst och politiker
7. Charles Marie de La Condamine, 1760–1774, explorer
8. Jacques Delille, 1774–1813, präst och poet
9. François-Nicolas-Vincent Campenon, 1813–1843, poet
10. Marc Girardin, 1844–1873, politiker och litteraturkritiker
11. Alfred Mézières, 1874–1915, litteraturhistoriker, politiker och essäist
12. René Boylesve, 1918–1926, författare och poet
13. Abel Hermant, 1927–1945, författare, essäist och journalist
14. Étienne Gilson, 1946–1978, filosof
15. Henri Gouhier, 1979–1994, filosof och litteraturkritiker
16. Pierre Rosenberg, invald 1995, konsthistoriker och essäist

## Stol 24
1. Jean de Silhon, 1634–1667, politiker
2. Jean-Baptiste Colbert, 1667–1683, politiker
3. Jean de La Fontaine, 1684–1695, poet
4. Jules de Clérambault, 1695–1714, präst
5. Guillaume Massieu, 1714–1722, präst
6. Claude-François-Alexandre Houtteville, 1722–1742, präst
7. Pierre de Marivaux, 1742–1763, dramatiker och författare
8. Claude-François Lysarde de Radonvilliers, 1763–1789, präst
9. Constantin-François Chassebœuf, 1803–1820, filosof
10. Claude-Emmanuel de Pastoret, 1820–1840, politiker, domare och poet
11. Louis de Beaupoil de Saint-Aulaire, 1841–1854, politiker
12. Victor de Broglie, 1855–1870, politiker
13. Prosper Duvergier de Hauranne, 1870–1881, politiker
14. Sully Prudhomme, 1881–1907, poet och essäist
15. Henri Poincaré, 1908–1912, matematiker, astronom, ingenjör och filosof
16. Alfred Capus, 1914–1922, dramatiker, journalist och essäist
17. Édouard Estaunié, 1923–1942, författare och ingenjör
18. Louis-Pasteur Vallery-Radot, 1944–1970, doktor
19. Étienne Wolff, 1971–1996, biolog
20. Jean-François Revel, 1997–2006, historiker och essäist
21. Max Gallo, 2007–2017, journalist och författare
22. François Sureau, invald 2020, skribent och jurist

## Stol 25
1. Claude de L'Estoile, 1634–1652, dramatiker och poet
2. Armand de Camboust, duc de Coislin, 1652–1702, militär
3. Pierre de Camboust, duc de Coislin, 1702–1710, aristokrat
4. Henri Charles du Cambout de Coislin, 1710–1732, präst
5. Jean-Baptiste Surian, 1733–1754, präst
6. Jean Le Rond, dit d'Alembert, 1754–1783, filosof och matematiker
7. Marie-Gabriel-Florent-Auguste de Choiseul-Gouffier, 1783–1793, levnadstecknare
8. Jean-Étienne-Marie Portalis, 1803–1807, politiker, filosof och domare
9. Pierre Laujon, 1807–1811, poet och låtskrivare
10. Charles-Guillaume Étienne, 1811–1816. utesluten
11. Marie-Gabriel-Florent-Auguste de Choiseul-Gouffier, 2:a gången, 1816–1817
12. Jean-Louis Laya, 1817–1833, poet och dramatiker
13. Charles Nodier, 1833–1844, författare, poet och språkvetare
14. Prosper Mérimée, 1844–1870, författare
15. Louis de Loménie, 1871–1878, essäist
16. Hippolyte Taine, 1878–1893, essäist och historiker
17. Albert Sorel, 1894–1906, historiker
18. Maurice Donnay, 1907–1945, dramatiker
19. Marcel Pagnol, 1946–1974, dramatiker, filmskapare och författare
20. Jean Bernard, 1976–2006, läkare
21. Dominique Fernandez, invald 2007, författare och litteraturkritiker

## Stol 26
1. Amable de Bourzeys, 1634–1672, präst och forskare
2. Jean Gallois, 1672–1707, präst
3. Edme Mongin, 1707–1746, präst
4. Jean Ignace de La Ville, 1746–1774, präst och diplomat
5. Jean-Baptiste-Antoine Suard, 1774–1817, essäist
6. Jean-François Roger, 1817–1842, poet och dramatiker
7. Henri Patin, 1842–1876, professor
8. Marie-Louis-Antoine-Gaston Boissier, 1876–1908, historiker och filolog
9. René Doumic, 1909–1937, litteraturhistoriker och kritiker, och essäist
10. André Maurois, 1938–1967, författare, essäist, litteraturhistoriker och kritiker
11. Marcel Arland, 1968–1986, författare, essäist, litteraturhistoriker och kritiker
12. Georges Duby, 1987–1996, historiker
13. Jean-Marie Rouart, invald 1997, författare och essäist

## Stol 27
1. Abel Servien, 1634–1659, politiker
2. Jean-Jacques Renouard de Villayer, 1659–1691, politiker
3. Bernard le Bovier de Fontenelle, 1691–1757, dramatiker och filosof
4. Antoine-Louis Séguier, 1757–1792, domare
5. Jacques-Henri Bernardin de Saint-Pierre, 1803–1814, essäist
6. Étienne Aignan, 1814–1824, journalist och dramatiker
7. Alexandre Soumet, 1824–1845, poet och dramatiker
8. Ludovic Vitet, 1845–1873, arkeolog
9. Elme Marie Caro, 1874–1887, filosof
10. Gabriel Paul Othenin de Cléron, comte d'Haussonville, 1888–1924, politiker och domare
11. Auguste-Armand de la Force, 1925–1961 historiker
12. Joseph Kessel, 1962–1979, journalist och författare
13. Michel Droit, 1980–2001, författare
14. Pierre Nora, 2001–2025, historiker

## Stol 28
1. Jean-Louis Guez de Balzac, 1634–1654, essäist
2. Paul Hardouin de Péréfixe de Beaumont, 1654–1670, präst och historiker
3. François de Harlay de Champvallon, 1671–1695, präst
4. André Dacier, 1695–1722, filolog och översättare
5. Guillaume Dubois, 1722–1723, präst och politiker
6. Charles-Jean-François Hénault, 1723–1770, domare
7. Charles Juste de Beauvau, 1771–1793, politiker och militär
8. Philippe-Antoine Merlin de Douai, 1803–1815, politiker och domare; removed by ordinance
9. Antoine-François-Claude Ferrand, 1816–1825, domare, poet, historiker och dramatiker
10. Casimir Delavigne, 1825–1843, poet och dramatiker
11. Charles Augustin Sainte-Beuve, 1844–1869, essäist och poet
12. Jules Janin, 1870–1874, författare och kritiker
13. John Lemoinne, 1875–1892, diplomat och journalist
14. Ferdinand Brunetière, 1893–1906, litteraturkritiker, litteraturhistoriker och essäist
15. Henri Barboux, 1907–1910, domare
16. Henry Roujon, 1911–1914, senior ämbetsman, essäist och författare
17. Louis Barthou, 1918–1934, politiker, domare, historiker och litteraturhistoriker; mördad
18. Claude Farrère, 1935–1957, författare, essäist och historiker
19. Henri Troyat, 1959–2007, författare, litteraturhistoriker, historiker
20. Jean-Christophe Rufin, invald 2008, läkare och författare

## Stol 29
1. Pierre Bardin, 1634–1635, filosof och matematiker
2. Nicolas Bourbon, 1637–1644, präst
3. François-Henri Salomon de Virelade, 1644–1670, domare
4. Philippe Quinault, 1670–1688, poet och dramatiker
5. François de Callières, 1688–1717, filolog
6. André-Hercule de Fleury, 1717–1743, präst och politiker
7. Paul d'Albert de Luynes, 1743–1788, präst
8. Jean-Pierre Claris de Florian, 1788–1794, dramatiker, författare och poet
9. Jean-François Cailhava de L'Estandoux, 1803–1813, dramatiker, poet och kritiker
10. Joseph Michaud, 1813–1839, journalist och historiker
11. Jean Pierre Flourens, 1840–1867, fysiolog
12. Claude Bernard, 1868–1878, doktor
13. Ernest Renan, 1878–1892, filosof
14. Paul-Armand Challemel-Lacour, 1893–1896, politiker och diplomat
15. Gabriel Hanotaux, 1897–1944, politiker, diplomat och historiker
16. André Siegfried, 1944–1959, historiker och geographer
17. Henry de Montherlant, 1960–1972, dramatiker, författare och essäist
18. Claude Lévi-Strauss, 1973–2009, antropolog
19. Amin Maalouf, invald 2011, författare

## Stol 30
1. Honorat de Bueil, seigneur de Racan, 1634–1670, poet
2. François-Séraphin Régnier-Desmarais, 1670–1713, präst och språkvetare
3. Bernard de la Monnoye, 1713–1728, filolog och kritiker
4. Michel Poncet de La Rivière, 1728–1730, präst
5. Jacques Hardion. 1730–1766, historiker
6. Antoine Léonard Thomas, 1766–1785, poet
7. Jacques Antoine Hippolyte de Guibert, 1785–1790, dramatiker
8. Jean Jacques Régis de Cambacérès, 1803- utesluten 1816, politiker; död 1824
9. Louis Gabriel Ambroise de Bonald, 1816–1840, filosof och publicist
10. Jacques-François Ancelot, 1841–1854, poet, författare och dramatiker
11. Ernest Legouvé, 1855–1903, poet, författare, dramatiker och essäist
12. René Bazin, 1903–1932, författare och essäist
13. Théodore Gosselin, 1932–1935, historiker som skrev under pseudonymen Georges Lenôtre
14. Georges Duhamel, 1935–1966, doctor, essäist, författare, poet och dramatiker
15. Maurice Druon, 1966–2009, politiker och författare
16. Danièle Sallenave, invald 2011, författare och journalist

## Stol 31
1. Pierre de Boissat, 1634–1662, militär
2. Antoine Furetière, 1662–1685, poet, fabulist och författare; utesluten men ej ersatt, död 1688
3. Jean de La Chapelle, 1688–1723, poet
4. Pierre-Joseph Thoulier d'Olivet, 1723–1768, präst och språkvetare
5. Étienne Bonnot de Condillac, 1768–1780, präst och filosof
6. Louis-Élisabeth de La Vergne de Tressan, 1780–1783, poet och fysiker
7. Jean Sylvain Bailly, 1783–1793, matematiker; giljotinerad
8. Emmanuel Joseph Sieyès, 1803–1816, präst, essäist och diplomat; utesluten, död 1836
9. Gérard de Lally-Tollendal, 1816–1830, politiker
10. Jean-Baptiste Sanson de Pongerville, 1830–1870, poet
11. Xavier Marmier, 1870–1892, författare och poet
12. Henri de Bornier, 1893–1901, dramatiker och poet
13. Edmond Rostand, 1901–1918, dramatiker och poet
14. Joseph Bédier, 1920–1938, filolog
15. Jérôme Tharaud, 1938–1953, författare
16. Jean Cocteau, 1955–1963, dramatiker, poet, koreograf, filmskapare och målare
17. Jacques Rueff, 1964–1978, ekonom och ämbetsman
18. Jean Dutourd, 1978–2011, författare
19. Michael Edwards, invald 2013, litteraturvetare

## Stol 32
1. Claude Favre de Vaugelas, 1634–1650, språkvetare
2. Georges de Scudéry, 1650–1667, författare, dramatiker och poet
3. Philippe de Courcillon, 1667–1720, militär, governor och diplomat
4. Armand de Vignerot du Plessis, 1720–1788, militär, libertin och politiker
5. François-Henri d'Harcourt, 1788–1802, militär
6. Lucien Bonaparte, 1803–1816, politiker, utesluten.
7. Louis-Simon Auger, 1816–1829, journalist och dramatiker
8. Charles-Guillaume Étienne, 1829–1845, poet och dramatiker
9. Alfred de Vigny, 1845–1863, poet
10. Camille Doucet, 1865–1895, poet och dramatiker
11. Charles Costa de Beauregard, 1896–1909, historiker och politiker
12. Hippolyte Langlois, 1911–1912, militär
13. Émile Boutroux, 1912–1921, filosof och idéhistoriker
14. Pierre de Nolhac, 1922–1936, historiker, konsthistoriker och poet
15. Georges-François-Xavier-Marie Grente, 1936–1959, präst, historiker och essäist
16. Henri Massis, 1960–1970, essäist, litteraturkritiker och litteraturhistoriker
17. Georges Izard, 1971–1973, politiker, domare, journalist och essäist
18. Robert Aron, 1974–1975, historiker och essäist
19. Maurice Rheims, 1976–2003, författare och konsthistoriker
20. Alain Robbe-Grillet, 2004–2008, författare och filmskapare
21. François Weyergans, 2009–2019, författare och filmskapare
22. Pascal Ory, invald 2021, historiker

## Stol 33
1. Vincent Voiture, 1634–1648, poet
2. François Eudes de Mézeray, 1648–1683, domare
3. Jean Barbier d'Aucour, 1683–1694, domare
4. François de Clermont-Tonnerre, 1694–1701, präst
5. Nicolas de Malézieu, 1701–1727, tutor och poet
6. Jean Bouhier, 1727–1746, domare och arkeolog
7. François-Marie Arouet dit Voltaire, 1746–1778, dramatiker, historiker, filosof och poet
8. Jean-François Ducis, 1778–1816, poet och dramatiker
9. Raymond Desèze, 1816–1828, domare
10. Amable Guillaume Prosper Brugière, baron de Barante, 1828–1866, politiker
11. Auguste Joseph Alphonse Gratry, 1867–1872, präst och filosof
12. René Taillandier, 1873–1879, politiker
13. Maxime Du Camp, 1880–1894, essäist och författare
14. Paul Bourget, 1894–1935, författare, poet och dramatiker
15. Edmond Jaloux, 1936–1949, författare, litteraturkritiker och litteraturhistoriker
16. Jean-Louis Vaudoyer, 1950–1963, författare, poet, essäist och konsthistoriker
17. Marcel Brion, 1964–1984, författare, konsthistoriker och essäist
18. Michel Mohrt, 1985–2011, editor, essäist, författare och litteraturhistoriker
19. Dominique Bona, invald 2013, författare

## Stol 34
1. Honorat de Porchères Laugier, 1634–1653, poet
2. Paul Pellisson, 1653–1693, historiker
3. François de Salignac de La Mothe Fénelon, 1693–1715, präst och essäist
4. Claude Gros de Boze, 1715–1753, erudite och numismatist
5. Louis de Bourbon Condé de Clermont, 1753–1771, präst
6. Pierre-Laurent Buirette de Belloy, 1771–1775, dramatiker och skådespelare
7. Emmanuel-Félicité de Durfort de Duras, 1775–1789, politiker och militär
8. Dominique Joseph Garat, 1803–1816, politiker, domare och filosof. utesluten, vägrade att bli återinvald, död 1833
9. Louis-François de Bausset, 1816–1824, präst och politiker
10. Hyacinthe-Louis de Quélen, 1824–1839, präst
11. Louis-Mathieu Molé, 1840–1855, politiker
12. Frédéric Alfred Pierre, comte de Falloux, 1856–1886, politiker och historiker
13. Octave Gréard, 1886–1904, high ämbetsman, litteraturhistoriker och litteraturkritiker
14. Émile Gebhart, 1904–1908, konsthistoriker, litteraturhistoriker och litteraturkritiker
15. Raymond Poincaré, 1909–1934, politiker, domare och essäist, Frankrikes president 1913–1920
16. Jacques Bainville, 1935–1936, historiker och journalist
17. Joseph de Pesquidoux, 1936–1946, författare och essäist
18. Maurice Genevoix, 1946–1980, författare
19. Jacques de Bourbon-Busset, 1981–2001, politiker, essäist och författare
20. François Cheng, invald 2002, poet, översättare och författare

## Stol 35
1. Henri Louis Habert de Montmor, 1634–1679, hotellägare
2. Louis de Lavau, 1679–1694, präst
3. François Lefebvre de Caumartin, 1694–1733, präst
4. François-Augustin de Paradis de Moncrif, 1733–1770, poet, musiker och dramatiker
5. Jean-Armand de Bessuéjouls Roquelaure, 1771–1818, präst
6. Georges Cuvier, 1818–1832, paleontolog
7. André Marie Jean Jacques Dupin, 1832–1865, politiker och domare
8. Alfred-Auguste Cuvillier-Fleury, 1866–1887, historiker och litteraturkritiker
9. Jules Arsène Arnaud Claretie, 1888–1913, författare, dramatiker och kritiker
10. Joseph Joffre, 1918–1931, politiker och militär
11. Maxime Weygand, 1931–1965, militär
12. Louis Leprince-Ringuet, 1966–2000, fysiker, ingenjör, vetenskapshistoriker och essäist
13. Yves Pouliquen, 2001–2020, läkare
14. Antoine Compagnon, invald 2022, litteraturvetare

## Stol 36
1. Marin Cureau de la Chambre, 1634–1669, läkare och filosof
2. Pierre Cureau de La Chambre, 1670–1693, präst
3. Jean de La Bruyère, 1693–1696, essäist och moralist
4. Claude Fleury, 1696–1723, präst
5. Jacques Adam, 1723–1735, filolog
6. Joseph Séguy, 1736–1761, präst
7. Louis René Édouard de Rohan, 1761–1793, präst, politiker, filosof och poet
8. Jean Devaines, 1803, ämbetsman
9. Évariste de Parny, 1803–1814, poet
10. Victor-Joseph Étienne de Jouy, 1815–1846, journalist, kritiker och dramatiker
11. Adolphe Simonis Empis, 1847–1868, poet och dramatiker
12. Henri Auguste Barbier, 1869–1882, poet
13. Adolphe Perraud, 1882–1906, präst
14. François-Désiré Mathieu, 1906–1908, präst och historiker
15. Louis Duchesne, 1910–1922, präst, historiker och filolog
16. Henri Brémond, 1923–1933, präst, litteraturhistoriker och litteraturkritiker
17. André Bellessort, 1935–1942, essäist, litteraturkritiker, historiker och litteraturhistoriker
18. René Grousset, 1946–1952, konsthistoriker
19. Pierre Gaxotte, 1953–1982, historiker och journalist
20. Jacques Soustelle, 1983–1990, amerikaforskare, etnolog, politiker och essäist
21. Jean-François Deniau, 1990–2007, politiker, essäist och författare
22. Philippe Beaussant, 2007–2016, musikforskare och författare
23. Barbara Cassin, invald 2018, filolog och filosof

## Stol 37
1. Daniel Hay du Chastelet de Chambon, 1635–1671, präst och matematiker
2. Jacques-Bénigne Bossuet, 1671–1704, präst och historiker
3. Melchior de Polignac, 1704–1741, präst, politiker, filolog och poet
4. Odet-Joseph Giry, 1741–1761, präst
5. Charles Batteux, 1761–1780, präst
6. Antoine-Marin Lemierre, 1780–1793, poet och dramatiker
7. Félix-Julien-Jean Bigot de Préameneu, 1803–1825, politiker och domare
8. Mathieu de Montmorency, 1825–1826, politiker och diplomat
9. Alexandre Guiraud, 1826–1847, dramatiker, poet och författare
10. Jean-Jacques Ampère, 1847–1864, litteraturhistoriker
11. Lucien-Anatole Prévost-Paradol, 1865–1870, litteraturkritiker
12. Camille Rousset, 1871–1892, historiker
13. Paul Thureau-Dangin, 1893–1913, historiker
14. Pierre de La Gorce, 1914–1934, historiker, domare och domare
15. Maurice, 6:e hertig av Broglie, 1934–1960, fysiker
16. Eugène Tisserant, 1961–1972, präst och filolog
17. Jean Daniélou, 1972–1974, präst, teolog, historiker och essäist
18. Ambroise-Marie Carré, 1975–2004, präst
19. René Girard, 2005–2015, filosof, litteraturkritiker
20. Michel Zink, invald 2017, historiker, filolog och författare

## Stol 38
1. Auger de Moléon de Granier, 1635–1636, utesluten för stöld; död 1650
2. Balthazar Baro, 1636–1650, dramatiker och poet
3. Jean Doujat, 1650–1688, domare
4. Eusèbe Renaudot, 1688–1720, präst
5. Henri-Emmanuel de Roquette, 1720–1725, präst
6. Pierre de Pardaillan de Gondrin, 1725–1733, präst
7. Nicolas-François Dupré de Saint-Maur, 1733–1774, ekonom och statistiker
8. Guillaume-Chrétien de Lamoignon de Malesherbes, 1775–1794, politiker och domare; giljotinerad
9. François Andrieux, 1803–1833, domare, poet och dramatiker
10. Adolphe Thiers, 1833–1877, politiker och historiker
11. Henri Martin, 1878–1883, historiker
12. Ferdinand de Lesseps, 1884–1894, diplomat
13. Anatole France, 1896–1924, författare och poet
14. Paul Valéry, 1925–1945, poet, litteraturkritiker och essäist
15. Henri Mondor, 1946–1962, läkare, litteratur- och vetenskapshistoriker
16. Louis Armand, 1963–1971, ingenjör, ämbetsman och ekonom
17. Jean-Jacques Gautier, 1972–1986, drama kritiker, författare, journalist och essäist
18. Jean-Louis Curtis, 1986–1995, författare och essäist
19. François Jacob, 1996–2013, biolog
20. Marc Lambron, invald 2014, litteraturkritiker och författare

## Stol 39
1. Louis Giry, 1636–1665, domare
2. Claude Boyer, 1666–1698, präst, dramatiker och poet
3. Charles-Claude Genest, 1698–1719, präst
4. Jean-Baptiste Dubos, 1720–1742, präst och historiker
5. Jean-François Du Bellay du Resnel, 1742–1761, präst
6. Bernard-Joseph Saurin, 1761–1781, domare och poet
7. Jean-Antoine-Nicolas de Caritat, marquis de Condorcet, 1782–1794, filosof och matematiker
8. Gabriel Villar, 1803–1826, präst
9. Charles-Marie de Féletz, 1826–1850, präst
10. Désiré Nisard, 1850–1888, essäist
11. Melchior de Vogüé, 1888–1910, essäist, historiker, litteraturkritiker och diplomat
12. Henri de Régnier, 1911–1936, poet, författare och essäist
13. Jacques de Lacretelle, 1936–1985, författare
14. Bertrand Poirot-Delpech, 1986–2006, journalist, essäist och författare
15. Jean Clair, invald 2008, essäist och konsthistoriker

## Stol 40
1. Daniel de Priézac, 1639–1662, jurist
2. Michel Le Clerc, 1662–1691, domare
3. Jacques de Tourreil, 1692–1714, översättare
4. Jean-Roland Malet, 1714–1736, ekonom
5. Jean-François Boyer, 1736–1755, präst
6. Nicolas Thyrel de Boismont, 1755–1786, präst
7. Claude-Carloman de Rulhière, 1787–1791, diplomat, poet och historiker
8. Pierre Jean George Cabanis, 1803–1808, läkare och fysiolog
9. Antoine Destutt de Tracy, 1808–1836, filosof
10. François Guizot, 1836–1874, politiker och historiker
11. Jean-Baptiste Dumas, 1875–1884, politiker och kemist
12. Joseph Louis François Bertrand, 1884–1900, matematiker, vetenskapshistoriker
13. Marcellin Berthelot, 1900–1907, politiker, kemist, essäist, vetenskapshistoriker
14. Francis Charmes, 1908–1916, diplomat och journalist
15. Jules Cambon, 1918–1935, diplomat, domare, senior ämbetsman
16. Marie-Jean-Lucien Lacaze, 1936–1955, amiral
17. Jacques Chastenet, 1956–1978, journalist, historiker och diplomat
18. Georges Dumézil, 1978–1986, filolog och historiker
19. Pierre-Jean Rémy, 1988–2010, diplomat, författare och essäist
20. Xavier Darcos, invald 2013, politiker, forskare och ämbetsman